# La Flamme cachée
Pour plus de détails, voir Fiche technique et Distribution.
La Flamme cachée est un film muet français réalisé par Musidora et Roger Lion, tourné en 1918 et sorti en 1920.
Basé sur un scénario original de Colette, le film est aujourd’hui considéré comme perdu.

## Synopsis
Anne Morin, une étudiante, épouse l'un de ses camarades, héritier d’une grande fortune, bien qu’elle soit éprise d'un autre, sans le sou. Son plan machiavélique consiste à ruiner son riche mari afin de le pousser au suicide, puis à épouser l'homme qu’elle aime réellement. Cependant, le destin en décide autrement, et elle trouve la mort dans une explosion.

## Fiche technique
- Titre : La Flamme cachée
- Réalisation :  Musidora, Roger Lion
- Scénario : Colette
- Société de production : Films Musidora
- Société de distribution : société Éclair
- Pays de production :  France
- Langue : film muet avec les intertitres  en français
- Format : Noir et blanc — 35 mm — 1,33:1 — Muet
- Métrage :
- Genre : Film dramatique
- Durée :
- Date de sortie :
  - France : 5 mars 1920

## Distribution
- Musidora : Anne Morin
- Maurice Lagrenée : Armand
- Jean Yonnel : Hubert
- Le Gosset : (rôle inconnu)

## Critique
« Musidora vient de tourner un film, La Flamme cachée, dont elle a conquis le scénario à Madame Colette, et pour lequel elle a contracté des engagements avec des artistes et des figurants ; dont elle a fait elle-même la mise en scène puis les découpages, et qu'elle exploitera à son compte. Juste retour : son initiative trouve des imitateurs en Amérique, où Mary Pickford, Charlie Chaplin, Douglas Fairbanks ont décidé, à l'exemple de la créatrice des Vampires, de se passer à l'avenir de tout intermédiaire pour l'édition et pour la location de leurs films. La Vérité est en marche (article paru dans le journal Le Théâtre du 28 novembre 1918). »

## À noter
- La Flamme cachée est sorti en France le 5 mars 1920, distribué par la société Éclair.
- Le film a été produit par Musidora elle-même. Bien qu'ayant décidé de créer sa propre société de production pour gagner en indépendance, elle décide d'engager comme conseiller un ancien de chez Gaumont, Roger Lion. Son indépendance suscite une certaine admiration et son film est attendu.
- Musidora choisit la sobriété dans la réalisation, contrairement aux pratiques de l'époque, avec des décors simples et des sous-titres réduits au minimum. Elle opte aussi pour des décors naturels, dans la cour de la Sorbonne, et pour le recours à de vrais étudiants, ce qui constitue une innovation[2].
- Quelques photos de tournages demeurent[3] qui montrent le tournage dans la cour de la Sorbonne.